# El Viejo Topo
El Viejo Topo és una revista cultural i política espanyola, editada entre 1976 i 1982 i des de desembre de 1993 a l'actualitat.

## Primera etapa
Primera Època: de 1976 a 1982: Va arribar als 69 exemplars més edicions monogràfiques amb numeració independent. És la seva etapa més important, ja que es va convertir en un èxit de vendes i en referència del pensament d'esquerra a l'Espanya de l'època (Amando de Miguel i altres). A la seva ombra va sorgir una altra revista, de no menor influència encara que amb molta menys difusió (Transición), que estava més orientada a l'anàlisi socioeconòmica.

## La segona etapa
Al desembre de 1993 El Viejo Topo va iniciar una segona etapa que, com la primera, pretén renovar des d'una perspectiva crítica un panorama que comprèn les temàtiques econòmiques, socials, culturals, científiques, el poder i la seva negació, la política i el pensament.

## Col·laboradors
La majoria de col·laboradors són de l'òrbita marxista. Hi podem trobar autors com Jordi Dauder (a més de ser un dels co-fundadors), Samir Amin, Jorge Verstrynge, Jordi Mesalles, Salvador López Arnal i Antonio Fernández Ortiz. La revista no retribuïx les col·laboracions. Forma part de l'Associació de Revistes Culturals d'Espanya.

## A més
- El Viejo Topo també és una editorial d'assaigs
- El coordinador de la secció sobre Amèrica Llatina és el polític Víctor Ríos, d'Izquierda Unida.